# San Nicasio (metropolitana di Madrid)
San Nicasio è una stazione della linea 12 della metropolitana di Madrid, nel comune di Leganés.

## Storia
La stazione della metropolitana fu inaugurata il 11 aprile 2003.

## Interscambi
- 450, 482, 486, 487, 488